# William Poel

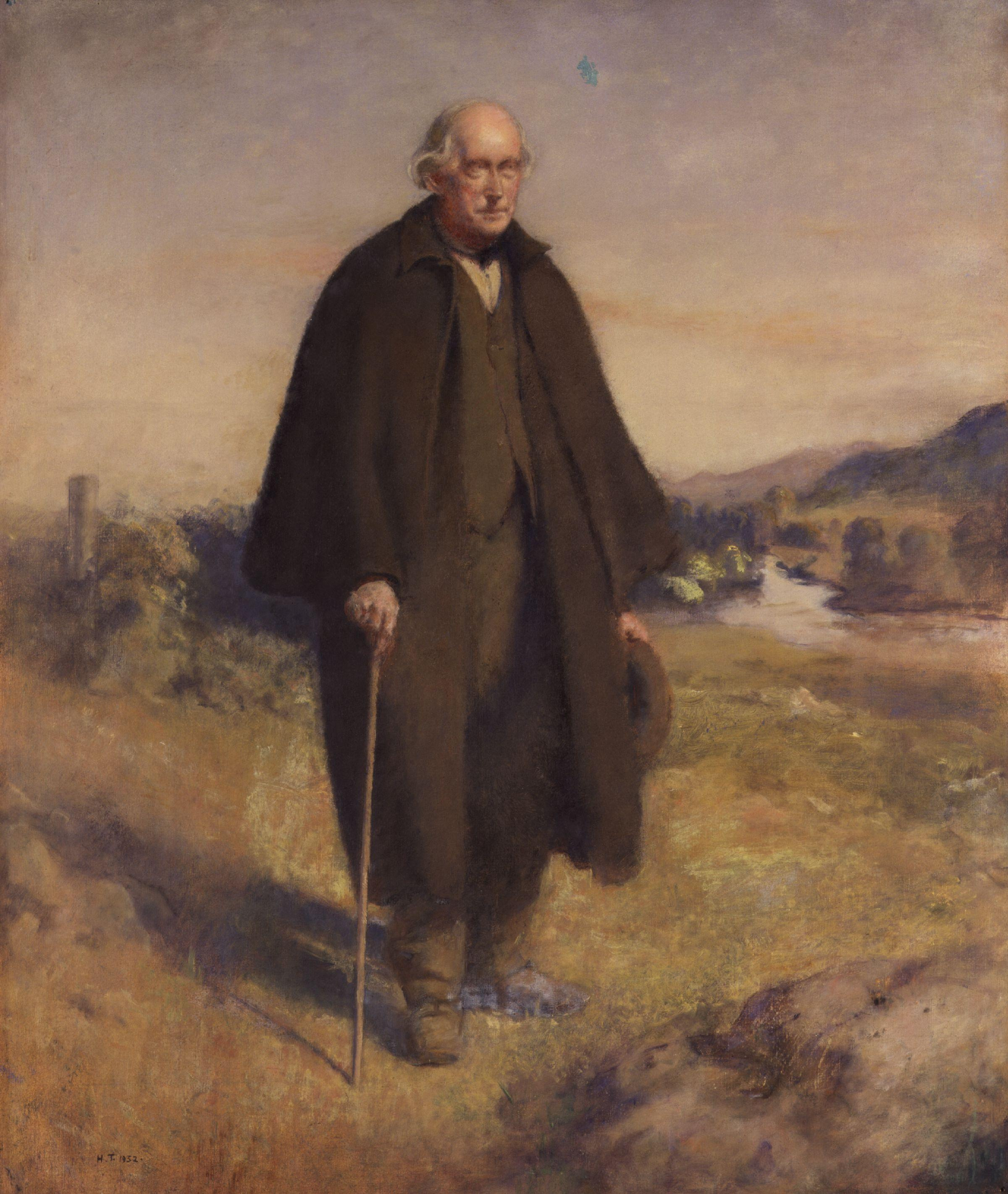
William Poel em pintura de Henry Tonks, 1932.

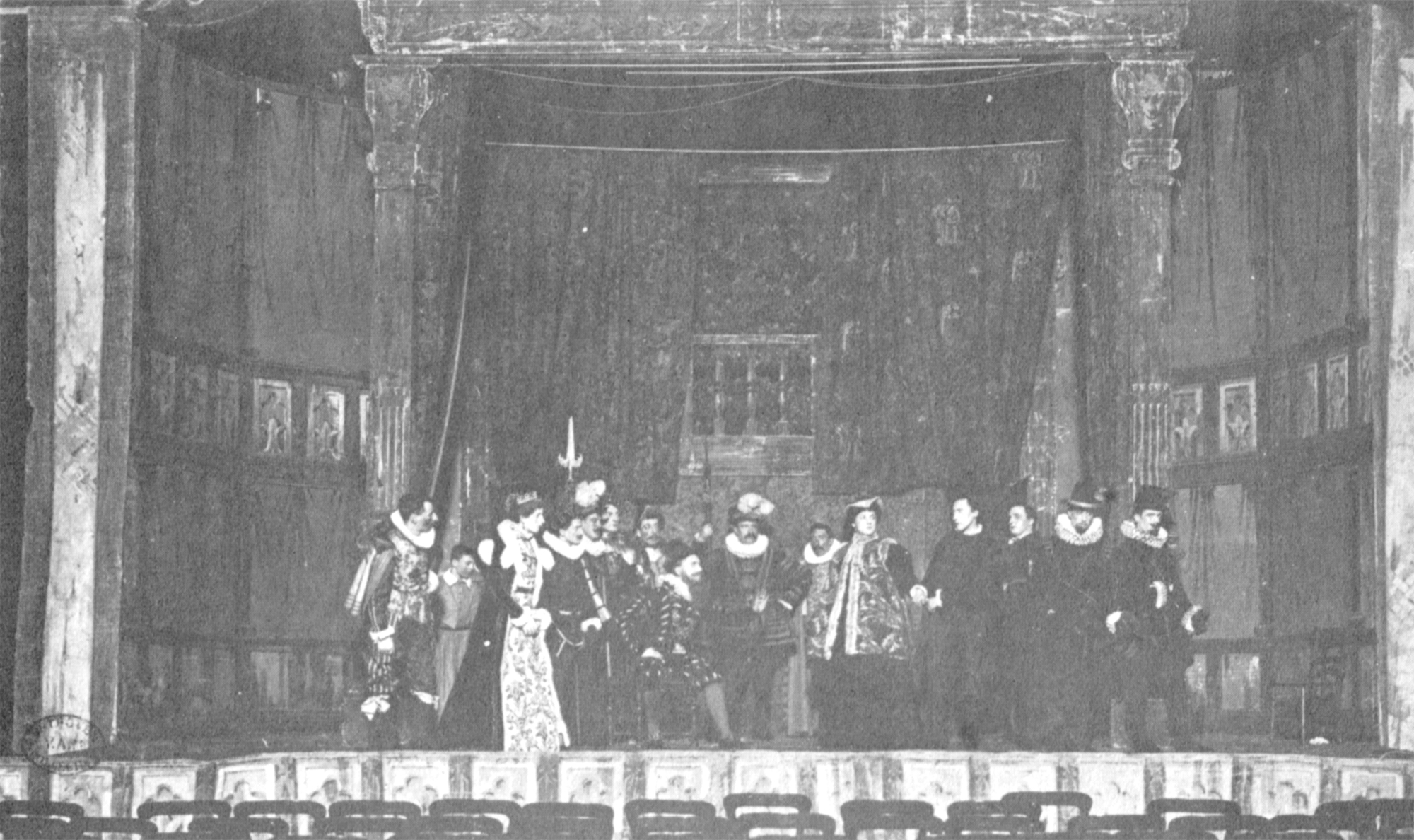
A cena da corte na produção de Hamlet de Poel, em 1881, no Saint George's Hall.

William Poel (Londres, 1852 — Londres, 1934) foi um ator, diretor teatral e dramaturgo inglês, conhecido principalmente por suas representações de obras de William Shakespeare. Poel revolucionou a produção moderna das peças de Shakespeare ao estabelecer um retorno ao palco elizabetano.
Depois de trabalhar por um tempo como ator, gerente de palco e gerente de teatro, ele fundou a Elizabethan Stage Society ("Sociedade Elizabetana de Palco", 1894–1905), que, por manter as atuações livres de cenário e encenação modernas aproximou-se das condições teatrais sob as quais Shakespeare escreveu.